# Fremont County (Wyoming)
Das Fremont County ist ein County im US-Bundesstaat Wyoming. Bei der Volkszählung 2020 betrug die Einwohnerzahl 39.234 Menschen. Der Verwaltungssitz (County Seat) ist Lander.

## Geographie
Nach Angaben des US Census bedeckt das County eine Fläche von 23.998 Quadratkilometern; davon sind 216 Quadratkilometer Wasserflächen. Fremont County grenzt im Norden an Hot Springs County, im Nordosten an Washakie County, im Osten an Natrona County, im Südosten an Carbon County, im Süden an Sweetwater County, im Westen an Sublette County und im Nordwesten an Teton County und Park County.

## Geschichte

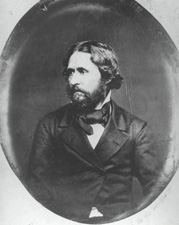
John C. Frémont

Fremont County wurde im Jahre 1884 gegründet. Das County wurde nach dem Entdecker und Politiker John Charles Fremont benannt. Es ist das historische Gebiet der Wind River Indian Reservation und Heimatgebiet der Shoshone- und Arapaho-Indianer.

### Historische Objekte
In Fort Washakie befindet sich das historische Fort Washakie Historic District. Das Gebiet befindet sich innerhalb der Wind River Indian Reservation auf der U.S. Route 287. Das Fort Washakie Historic District umfasst 36 Gebäude und wurde am 16. April 1969 vom National Register of Historic Places als historisches Denkmal mit der Nummer 69000188 aufgenommen.

## Demografische Daten

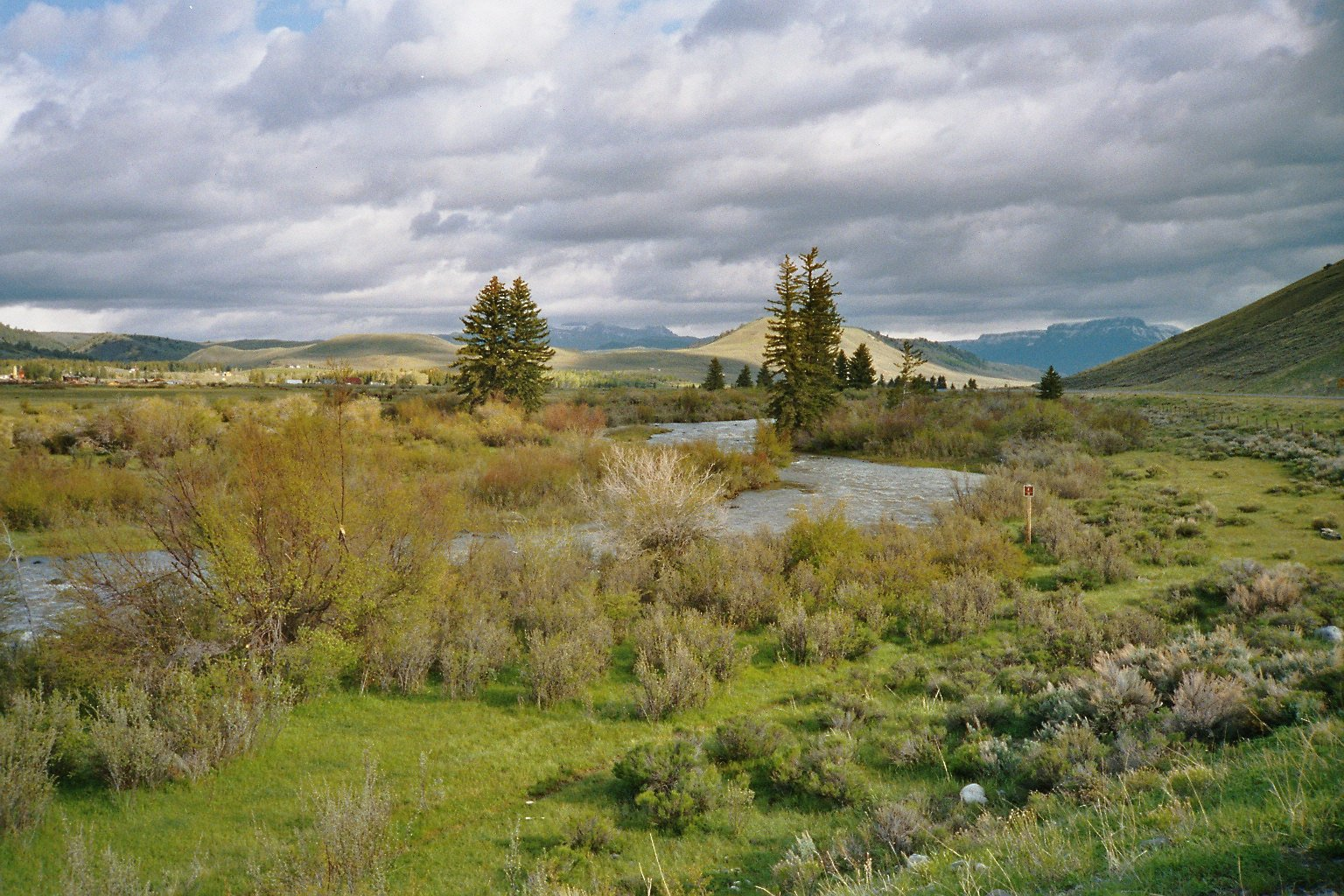
Fremont County Wind River Reservoir, Juni 2005

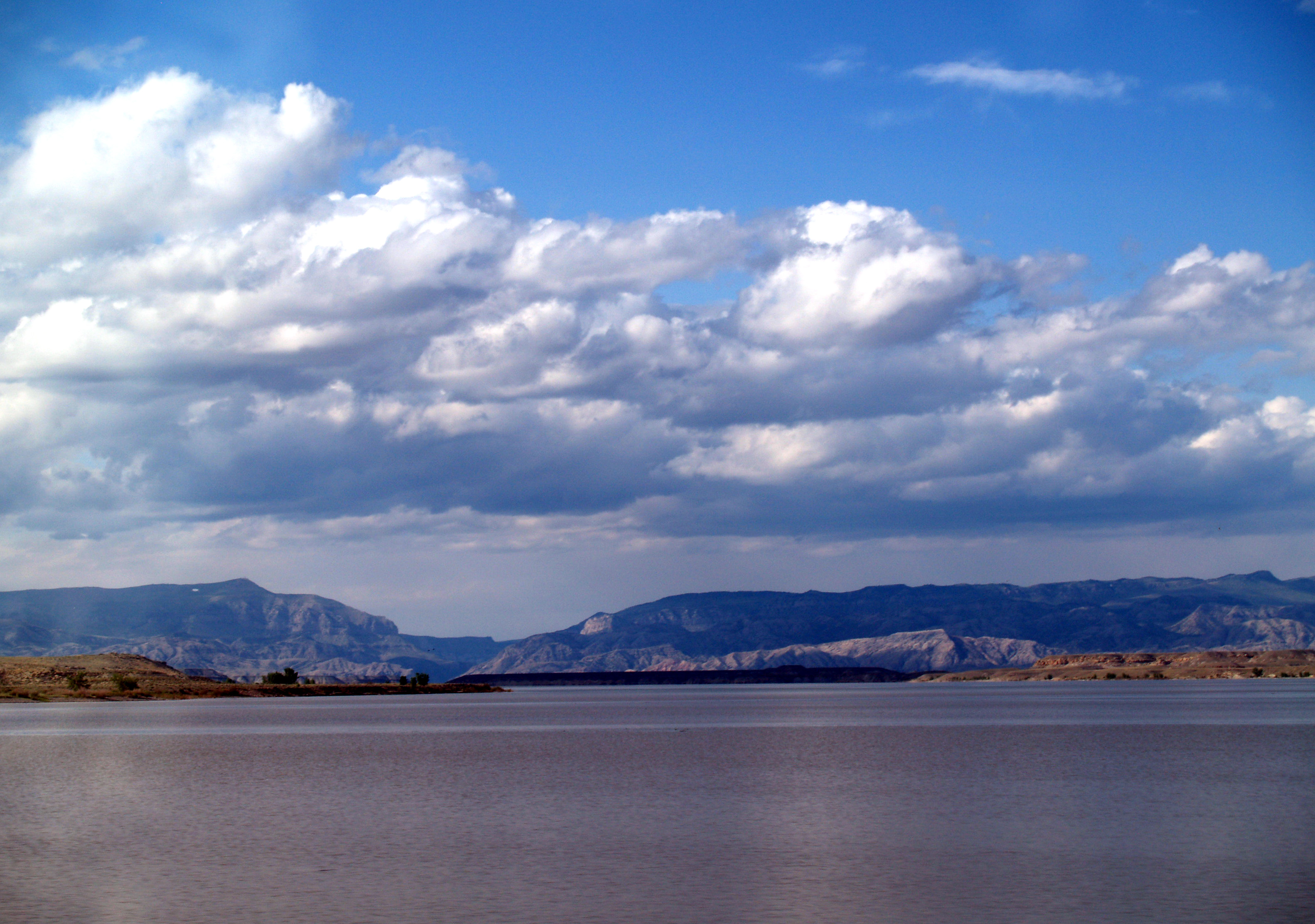
Das Boysen Reservoir im Boysen State Park

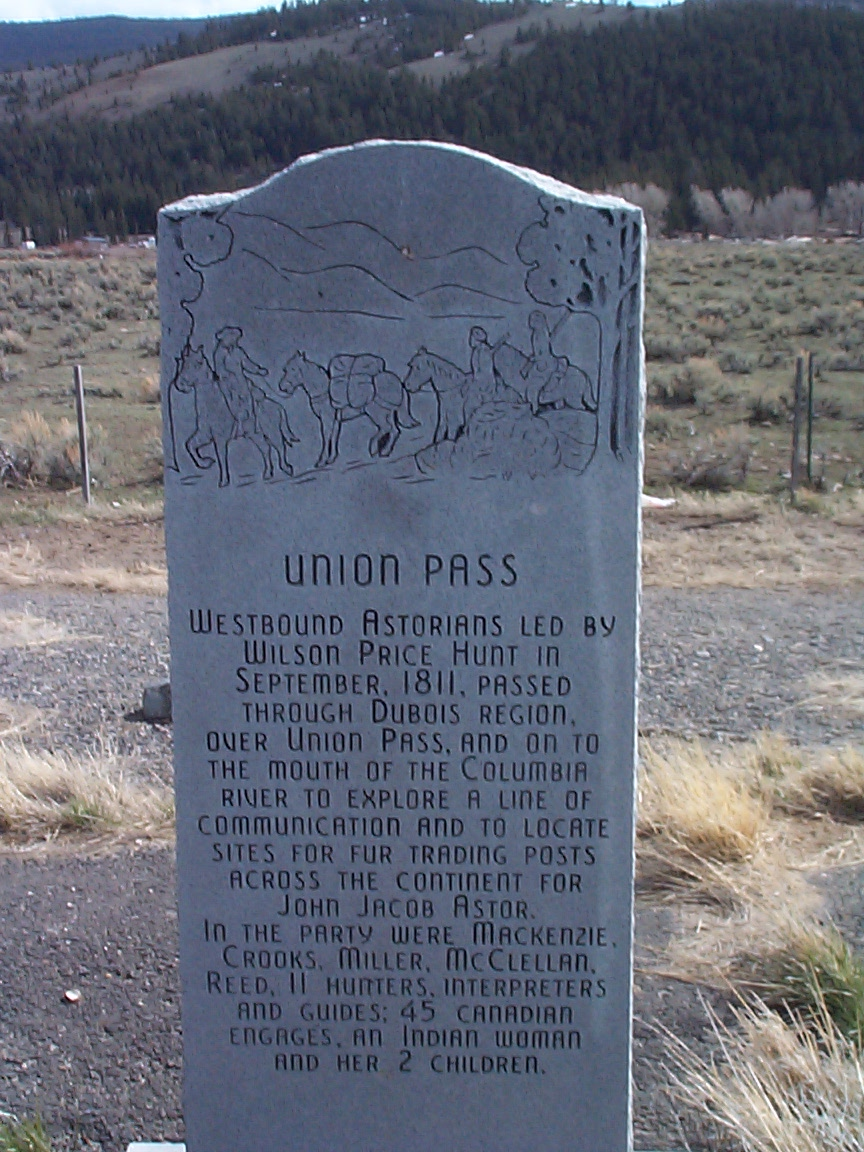
Landmarke am Union Pass anlässlich der ersten Überquerung

Nach der Volkszählung im Jahr 2000 lebten im Fremont County 35.804 Menschen. Es gab 13.545 Haushalte und 9481 Familien. Die Bevölkerungsdichte betrug 2 Einwohner pro Quadratkilometer. Ethnisch betrachtet setzte sich die Bevölkerung zusammen aus 76,49 % Weißen, 0,12 % Afroamerikanern, 19,68 % amerikanischen Ureinwohnern, 0,30 % Asiaten, 0,03 % Bewohnern aus dem pazifischen Inselraum und 1,16 % aus anderen ethnischen Gruppen; 2,21 % stammten von zwei oder mehr ethnischen Gruppen ab. 4,37 % Prozent der Bevölkerung waren spanischer oder lateinamerikanischer Abstammung.
Von den 13.545 Haushalten hatten 32,20 % Kinder und Jugendliche unter 18 Jahre, die bei ihnen lebten. 54,30 % waren verheiratete, zusammenlebende Paare, 10,90 % Prozent waren allein erziehende Mütter, 30,00 % waren keine Familien. 25,50 % waren Singlehaushalte und in 10,00 % lebten Menschen im Alter von 65 Jahren oder darüber. Die Durchschnittshaushaltsgröße betrug 2,58 und die durchschnittliche Familiengröße lag bei 3,10 Personen.
Auf das gesamte County bezogen setzte sich die Bevölkerung zusammen aus 27,40 % Einwohnern unter 18 Jahren, 8,30 % zwischen 18 und 24 Jahren, 25,90 % zwischen 25 und 44 Jahren, 25,00 % zwischen 45 und 64 Jahren und 13,30 % waren 65 Jahre alt oder darüber. Das Durchschnittsalter betrug 38 Jahre. Auf 100 weibliche Personen kamen 98,20 männliche Personen, auf 100 Frauen im Alter ab 18 Jahren kamen statistisch 95,40 Männer.
Das jährliche Durchschnittseinkommen eines Haushalts betrug 32.503 USD, das Durchschnittseinkommen der Familien betrug 37.983. USD. Männer hatten ein Durchschnittseinkommen von 30.620 USD, Frauen 19.802 USD. Das Prokopfeinkommen betrug 16.519 USD. 17,60 % der Familien und 13,30 % der Bevölkerung lebten unterhalb der Armutsgrenze. 23,70 % davon waren unter 18 Jahre und 12,50 % waren 65 Jahre oder älter.

## Orte im Fremont County
Citys
| - Lander - Riverton |

Towns
| - Dubois - Hudson | - Pavillion - Shoshoni |

Census-designated places (CDP)
| - Arapahoe - Atlantic City - Boulder Flats - Crowheart | - Ethete - Fort Washakie - Jeffrey City - Johnstown |

Unincorporated Communitys
| - Kinnear - Kotey Place - Lost Cabin - Lysite - Moneta | - Morton - St. Stephens - South Pass City - Sweetwater Crossing |

Ghost Towns
| - Miner’s Delight |

## Schutzgebiete
In Fremont County liegen mehrere State Parks und Abschnitte von National Forests.
- Bridger-Teton National Forest
- Shoshone National Forest
- Boysen State Park
- Sinks Canyon State Park